# Caria ino
Pour les articles homonymes, voir Ino (homonymie).
Espèce
Caria ino est une espèce d'insectes lépidoptères de la famille des Riodinidae et du genre Caria.

## Dénomination
Caria ino a été décrit par Frederick DuCane Godman et Osbert Salvin en 1886.

### Nom vernaculaire
Caria ino se nomme Red-bordered Metalmark ou 'Schaus' Metalmark en anglais.

### Sous-espèces
- Caria ino ino
- Caria ino melicerta Schaus, 1890

## Description
Caria ino est un petit papillon d'une envergure de 20 mm à 25 mm de couleur marron, avec une marge rouge divisée par une ligne métallisée.

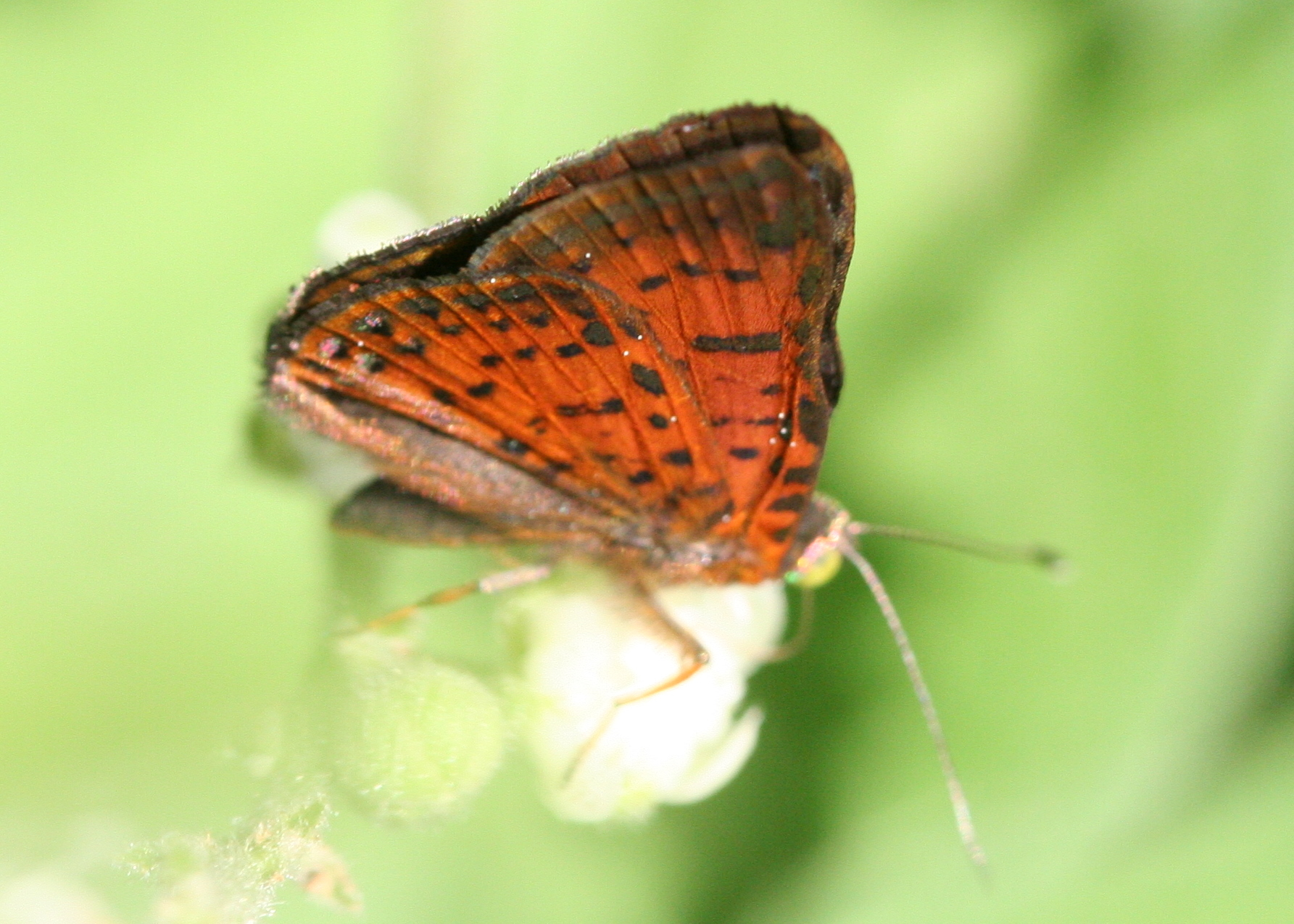
revers de la femelle de Caria ino

Le revers est rouge chez le mâle, orange chez la femelle.

## Biologie
Il hiverne au stade de chenille.
L'imago vole de mars à novembre au Texas.

### Plante hôte
La plante hôte de sa chenille est Celtis pallida.

## Écologie et distribution
Caria ino est présent au Texas et au Mexique.

### Biotope
Il réside dans la forêt.